# Charcots intermitterande gallvägsfeber
Charcots intermitterande gallvägsfeber orsakas av "tysta" gallstenar i gallgången, som därför inte orsakar några eller enbart obetydliga smärtor men återkommande perioder med frysningar och feberperioder. Ibland kallas tillståndet felaktigt för Charcots triad, som orsakas av en grupp neurologiska sjukdomar som exempelvis multipel skleros.